# Bednary (województwo wielkopolskie)
Bednary – wieś w Polsce położona w województwie wielkopolskim, w powiecie poznańskim, w gminie Pobiedziska.
W 1906 roku wieś wykupił Tadeusz Kryspin Jackowski, herbu Gozdawa, syn słynnego działacza społecznego Maksymiliana Jackowskiego. W dwudziestoleciu międzywojennym majątek Bednary należał do Macieja Jackowskiego, syna Tadeusza Kryspina.
Używana przez pruską administracje polska nazwa miejscowości została w czasie II wojny światowej zastąpioną nazwą Tondorf.
W latach 1975–1998 miejscowość administracyjnie należała do województwa poznańskiego.
We wsi funkcjonowało wojskowe lotnisko, obecnie użytkowane jako lotnisko    użytku    publicznego  Poznań-Bednary przez Spadochronowy Klub Sportowy Sky Camp, który organizuje od kwietnia do października skoki spadochronowe.
Corocznie w Bednarach odbywa się Międzynarodowa Wystawa Rolnicza organizowana przez Polską Izbę Gospodarczą Maszyn i Urządzeń Rolniczych. Wystawa jest największą wystawą maszyn rolniczych w Polsce i jedną z największych tego typu wystaw w Europie.

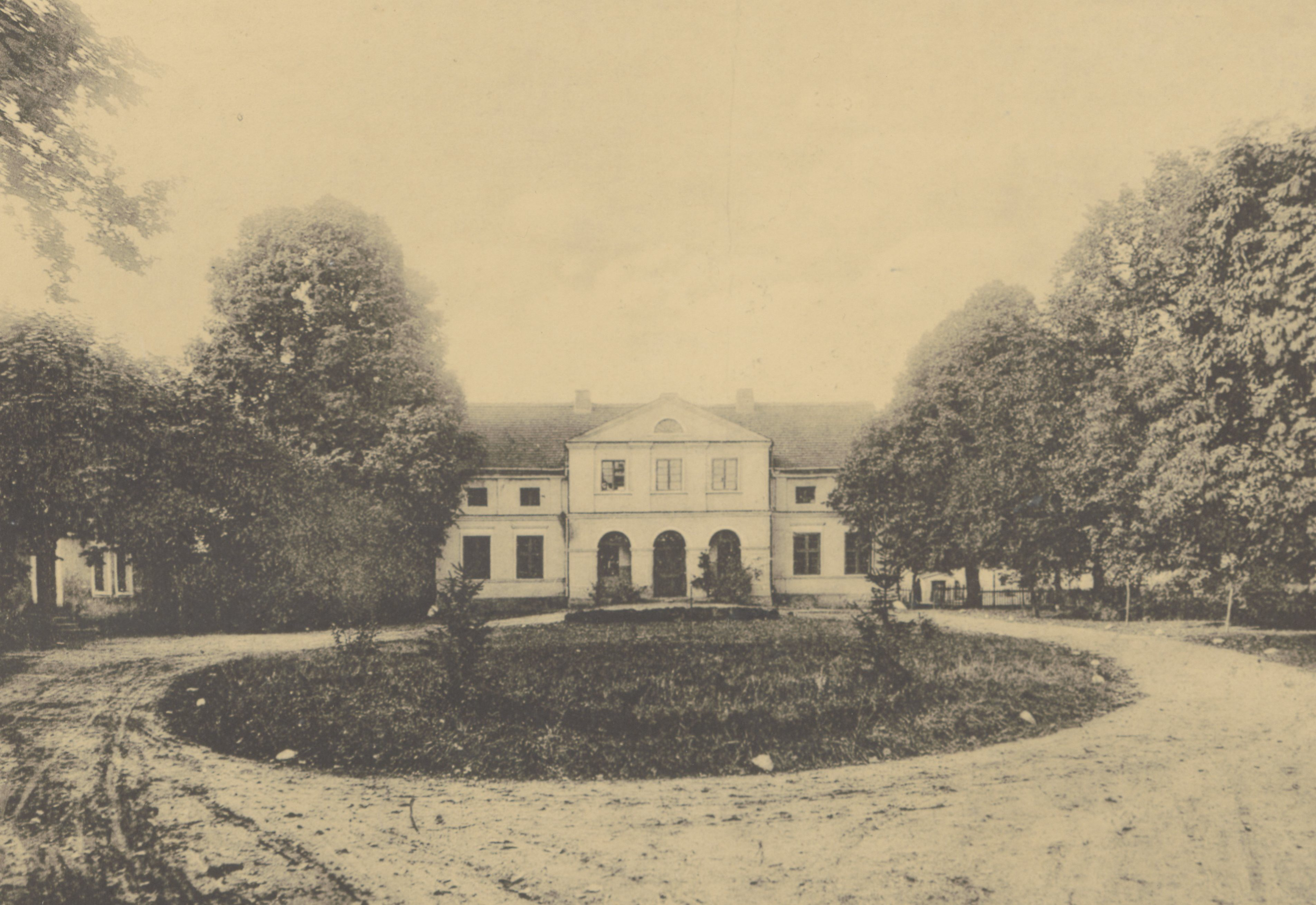
Widok dworu przed 1912

## Atrakcje turystyczne
1. Skoki spadochronowe na lotnisku Poznań-Bednary (EPPB) organizowane przez Spadochronowy Klub Sportowy Sky Camp